# 二輪戲院

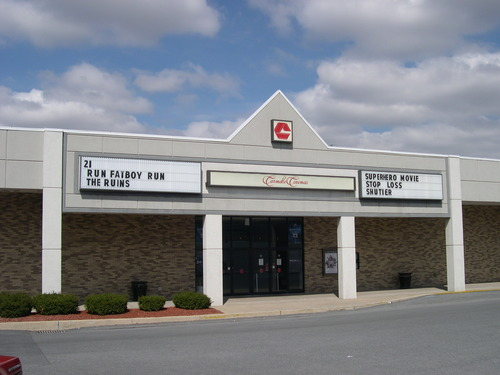
位於美國賓州州學院的Cinema 6 Theatre，過去以1美元的票價放映二輪電影。

二輪戲院是指電影在首輪戲院下檔後，以折扣價格放映該電影的電影院。
在膠捲放映的時代，它們放映的膠捲大多來自首輪影院用過的35毫米膠卷，這些膠卷經過多次放映之後畫質已經耗損許多，而且這些影片早已在數週或數月前上映過，因此二輪戲院的觀眾通常會比較少。

## 特色
二輪戲院流行的時期，錄影帶剛成為一種價格實惠的家庭影音放映技術，很多預算有限的觀眾寧可等影片在二輪影院上映，而非花更多的錢去首輪電影院。
但隨著21世紀的到來，有兩個因素促使許多二輪戲院停業：
1. 電影院影廳供過於求，導致電影在首映電影院的停留時間更長
2. 戲院上映和VHS或DVD發行的時間間隔持續縮小，2010年代之後，Netflix、YouTube等網路影音平台隨著寬頻網路的普及而興起，更壓縮了二輪戲院與VHS、DVD的生存空間。

後一個因素讓許多觀影人認為不值得花錢和精神在可能遇到的吵鬧顧客及骯髒環境上，使二輪戲院成為夕陽產業。

### 優勢
- 票價較首輪戲院低廉
- 與VHS、DVD相比，二輪戲院的大銀幕與音響效果通常優於前兩者
- 不清場

大部分的二輪戲院在影片播映完畢不會清場，可在當日內無限次數觀看。（台北市西門戲院、臺中市萬代福影城（兩者已歇業）等戲院仍會清場）
- 可一票看多片

大部分的二輪戲院在單廳輪流播放兩部片，加上不清場，所以可以一次看兩部片。台北市朝代大戲院、湳山戲院及新北市板橋林園電影城、三重幸福戲院(已歇業)可以跨廳觀賞，可以一票看四部片以上。（台北市光明戲院除外，臺中萬代福影城會清場）

### 劣勢
- 環境不佳

因二輪戲院營運成本通常低於首輪戲院，部分戲院內座椅及環境衛生維護不佳。
- 放映品質

傳統類比膠捲放映的影片品質較首輪戲院不佳，現今大多已改為數位化放映，不會因放映次數多而造成品質下降，但放映設備通常還是較首輪戲院差。

## 比較

### 美國
在俄勒岡州波特蘭、弗吉尼亞州阿靈頓等城市，老折扣影院瞄準成人客群播放二輪電影，在翻新的電影院中銷售食品和酒類。

### 臺灣
臺灣的二輪影院主要分佈於西部都市與二線鄉鎮。大部分是不清場的，因此觀眾可以一票觀看多部電影、或同日內無限次觀影。